# Guy Lydster
Guy Robert Lydster (Auckland, 8 aprile 1955) è uno scultore neozelandese.

## Biografia
Guy Lydster nasce a Auckland, Nuova Zelanda, nel 1955, ma si trasferisce con la famiglia a Vancouver (Canada) all'età di 8 anni.
Negli anni ‘70 inizia a studiare teatro all'American Academy of Dramatic Arts, a Pasadena, California.
Durante questo periodo si interessa alla pittura e infine arriva alla forma simbolica a lui più congeniale: la scultura.
Nel 1978 si iscrive all'Emily Caar School of Art di Vancouver.
Nei primi anni ‘80 si trasferisce a Bologna per studiare all'Accademia di Belle Arti.
Lydster è anche insegnante presso l'Università di Bologna in cui svolge il ruolo di lettore a contratto di lingua Inglese preso la facoltà di Lingue e letterature straniere.

## L'arte di Lydster

### La formazione
Per Guy Lydster sono stati di fondamentale importanza per lo sviluppo del proprio percorso di scultore il riferimento e lo studio di Henry Moore, Constantin Brancusi e Alberto Giacometti, come lui intrisi di naturalismo ed essenzialità; ma ancora di più si nota la forte ispirazione primitiva che ha trovato nei suoi luoghi di origine. L'arte eschimese, quella indiana canadese e quella imponente e spirituale dell'Isola di Pasqua trovano nella scultura di Lydster un importante sviluppo.
Il lavoro di Lydster perciò rappresenta una sintesi tra l'arte greca arcaica e quella genericamente identificata come arte primitiva.
La razionalità della tradizione europea paesaggistica si sposa con l'intuizione dell'arte indigena.

### Lo stile
La tematica delle opere di Lydster viene identificata con il concetto di '“Headscape”, un termine che deriva dalla  fusione tra le sillabe di due parole in lingua inglese: head e landscape. La motivazione che sta dietro la creazione di questo termine riguarda la descrizione, a scopo espressivo, del rapporto tra testa e terra, tra mente e il paesaggio che la circonda. Indica un'interpretazione scultorea sia della testa umana che del mondo naturale.
Come un'immagine stilizzata di un albero,  la sfericità della testa si presta come superficie sulla quale si avvolge una percezione del paesaggio a 360 gradi. Nelle impressioni incise sulle superficie delle teste restano “essenze di ambienti”, cioè le tracce di ricordi rimasti vivi all'interno dell'individuo. In effetti, la funzione è quella di illuminare il trapasso tra impressione e memoria in cui “uno squarcio dell'infinità” si colloca nel cuore dell'identità di una persona.
L'utilizzo della tradizionale tecnica del basso rilievo comporta una serie di scelte estetiche che diventano strumenti per indagare sul misterioso rapporto tra l'uomo e la natura.
La selezione del materiale (marmo, pietra, terracotta, creta raku) è fondamentale per l'approccio interpretativo, un'incisione a tutto tondo, del paesaggio.
I primi esemplari di Headscapes sono stati esposti nella mostra  Headscapes1, in occasione del festival cinematografico “Human Rights Nights",  nel cortile di Palazzo d’Accursio, in Bologna nel 2008.
Nell'anno successivo gli stessi concetti sono stati ridimensionati per lo spazio interno dell'Oratorio di San Sebastiano, a Forlì, per  la mostra Headscapes2.
In 2013 è stato invitato una seconda volta ad esporre le sue opere   nel cortile di Palazzo d'Accursio, in Bologna per il festival cinematografico “Human Rights Nights".
Durante questo periodo e fin ad oggi ha esposto in numerosi luoghi e città d'arte in tutta Italia.
“ Le mie  opere rappresentano un  punto di incontro tra mente e natura in cui entrambi i poli sono alla pari e reciprocamente formati l'uno dall'altro. La testa diventa la natura che guarda, e la natura diventa testa. Il nostro coinvolgimento con la natura non è solamente una questione di noi stessi da una parte e la natura dall'altra, ma  la natura stessa ci osserva catturandoci e rielaborandoci al suo interno.”
I materiali preferiti dell'artista sono creta, marmo, pietra e travertino.

## Le principali esposizioni
- 1988: Mostra personale "Sguardi" per il comune di Fiesso Umbertino
- 1990: Mostra collettiva "Arte e Natura" preso il Museo Zoologico dell'Università di Bologna
- 1996: Realizzazione ed installazione della scultura "il Toro Rosso" commissionata dalla ditta Nuova Feb di Bologna
- 1997: Mostra personale presso il comune di Molinella (Bo)
- 1998: installazione permanente presso la Biblioteca Walter Bigiavi (Facoltà di Economia e Commercio dell'Università di Bologna)
- 1999/2000: Collocazione della scultura "La Conversazione" presso la Scuola Superiore per Interpreti di Forlì (Università di Bologna) donata dalla Cassa di Risparmio di Forlì e dalla SE.RIN. SPA
- 2000: Mostra Personale presso il teatro Bonci di Cesena (FO)
- 2000: installazione permanente della scultura "il Golem" presso il locale Il Golem, in Bologna
- 2002: Mostra Personale "Animalia" presso la Loggia della Fornace, Rastignano (Bo)
- 2002: Mostra Collettiva "Il Sentimento Agreste" presso il Teatro del Trionfo per il Comune di Cartoceto (PU)
- 2003: Mostra Collettiva presso il palazzo Ex Monte di Pietà per il Comune di San Felice del Benaco (BS)
- 2003: "Alias Art" Mostra Collettiva presso Pasini Produttori Osteria della Cantina San Felice del Benaco (BS)
- 2003: Mostra Personale "Facing Nature" alla Galleria Comunale il Fienile per il Comune di Castel san Pietro
- 2004: Mostra collettiva "4 x4 = 8 intrecci tra scultura e sartoria" presso il Bagatto, atelier di alta moda in Bologna
- 2004: Mostra collettiva Villa Revedin  "Una Grotta è Lunga Seimila Anni" in Bologna"

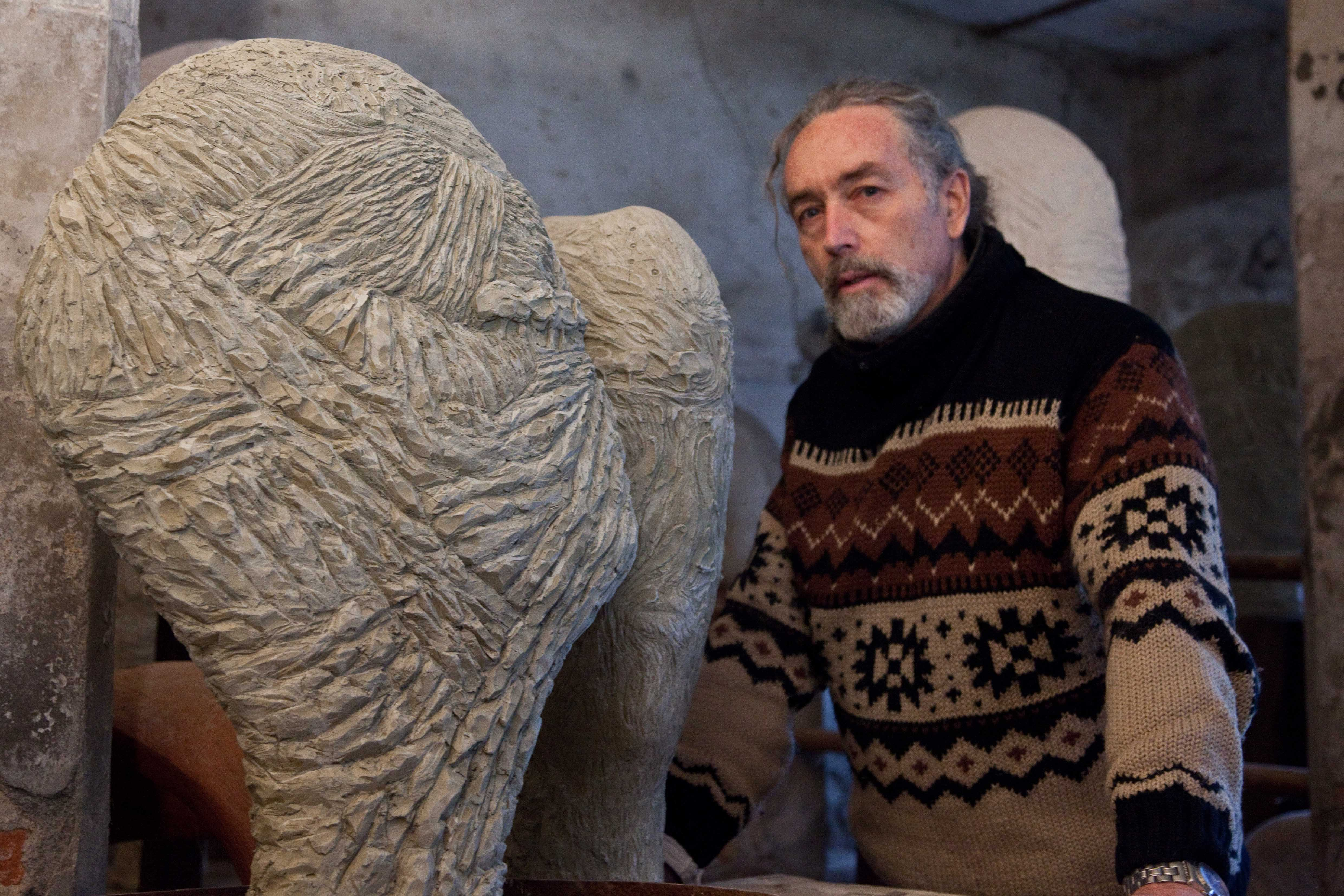

2004: Mostra personale "Spirito e Materia" Palazzo Mazzancolli per il Comune di Terni
- 2005 : Mostra personale presso la Galleria 18,  Bologna
- 2006: Mostra personale "Stargazers",  Orto Botanico, Università degli Studi di Bologna (Dipartimento di biologia evoluzionistica sperimentale)
- 2007: Mostra collettiva "L'odore del fieno" organizzata dalla Galleria Castiglionarte di Bologna per il Comune di Budrio, Bologna
- 2008: Mostra collettiva Il Corpo e l'Ombra alla Galleria Comunale il  Fienile per il  comune di Castel San Pietro
- 2008: Mostra personale "Headscapes 1", nel cortile del Palazzo d'Accursio in Bologna, per il festival cinematografico "Human Rights Nights".
- 2009: Mostra personale "Headscapes 2", all'Oratorio di San Sebastiano per il Comune di Forlì
- 2010: Mostra collettiva nell'ambito di "Reali a Palazzo" Palazzo Re Enzo Bologna
- 2010-2011: Mostra personale "Rafts of memories" Villa Hercolani Bologna-Arte Fiera Off
- 2012: Mostra personale "Tracce di Presenze" presso Spazio Cocchi, Bologna, Arte Fiera Off
- 2012: Mostra personale "Dark Island" alla Galleria B4 Bologna
- 2013: Mostra personale "Shooting shadows" presso le Torri dell'Acqua a Budrio (Bologna)
- 2013: Mostra collettiva nell'ambito del festival Human Rights Nights, Cortile  Palazzo d'Accursio in Bologna,
- 2013: Mostra collettiva "Come te stelle" per il  Comune di Bevagna
- 2013: Mostra collettiva, Arte in Terapia, Art Hotel Albornot  di Spoleto.
- 2013: Mostra collettiva alla Galleria comunale di Castel San Pietro
- 2015: Tatler  (arte fiera off)  "Rebirthing" solo show Bologna
- 2015: B4 Gallery "The White Riders", solo show,  Bologna
- 2015: "The Kiss" Installation in Piazza 4 Novembre, Bologna
- 2016: "Kinship" a cura di patti Campani, con Wang Ping, Paolo Quartapelle, Simone Garagnani, Alessandro Menegoli e Lucia Trebbi presso "Duepuntilab" Bologna
- 2017: "Il delta dell'occhio" Atri (TE) Scuderie del Palazzo dei Duchi d'Acquaviva
- 2023: "Abitare il vuoto", bipersonale con il pittore Riccardo Badalà, galleria B4, Bologna